# 毒肽
毒肽（英語：Phallotoxins）是一类从毒鵝膏分离出来的双环多肽，含有七个氨基酸。目前已发现七种毒肽，其中的鬼笔环肽于1937年由德國化學家海因里希·奥托·威兰的学生和女婿费奥多尔·吕嫩，以及慕尼黑大学的乌尔里希·威兰分离。虽然毒肽对肝细胞的毒性很强，但由于其不通过肠道吸收，使用毒性低，所以不是毒鵝膏的毒性来源。例如，毒肽也存在于可食用的鵝膏菌属真菌Amanita rubescens中。

## 化学结构

Phalloidin
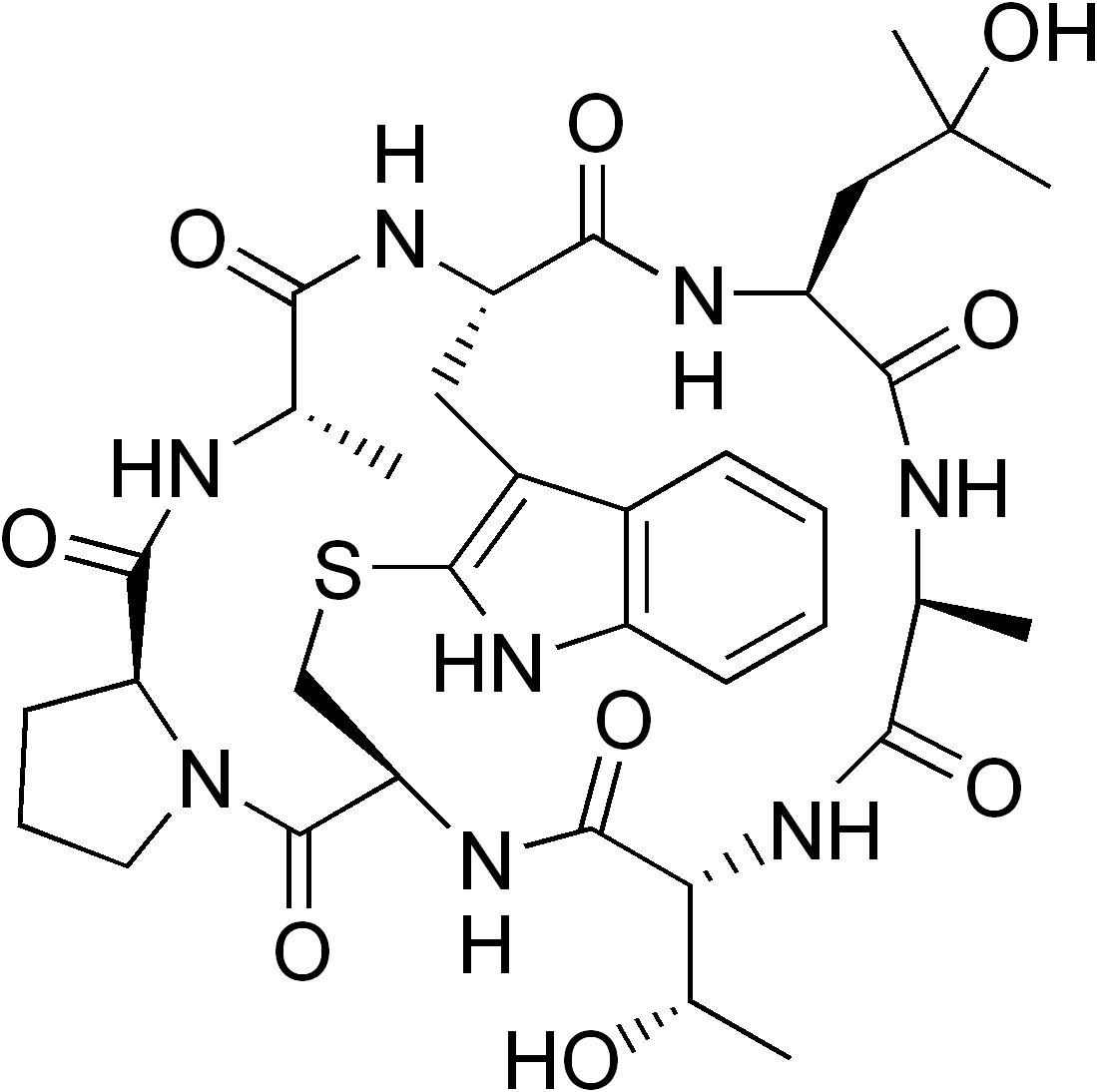
Prophalloin
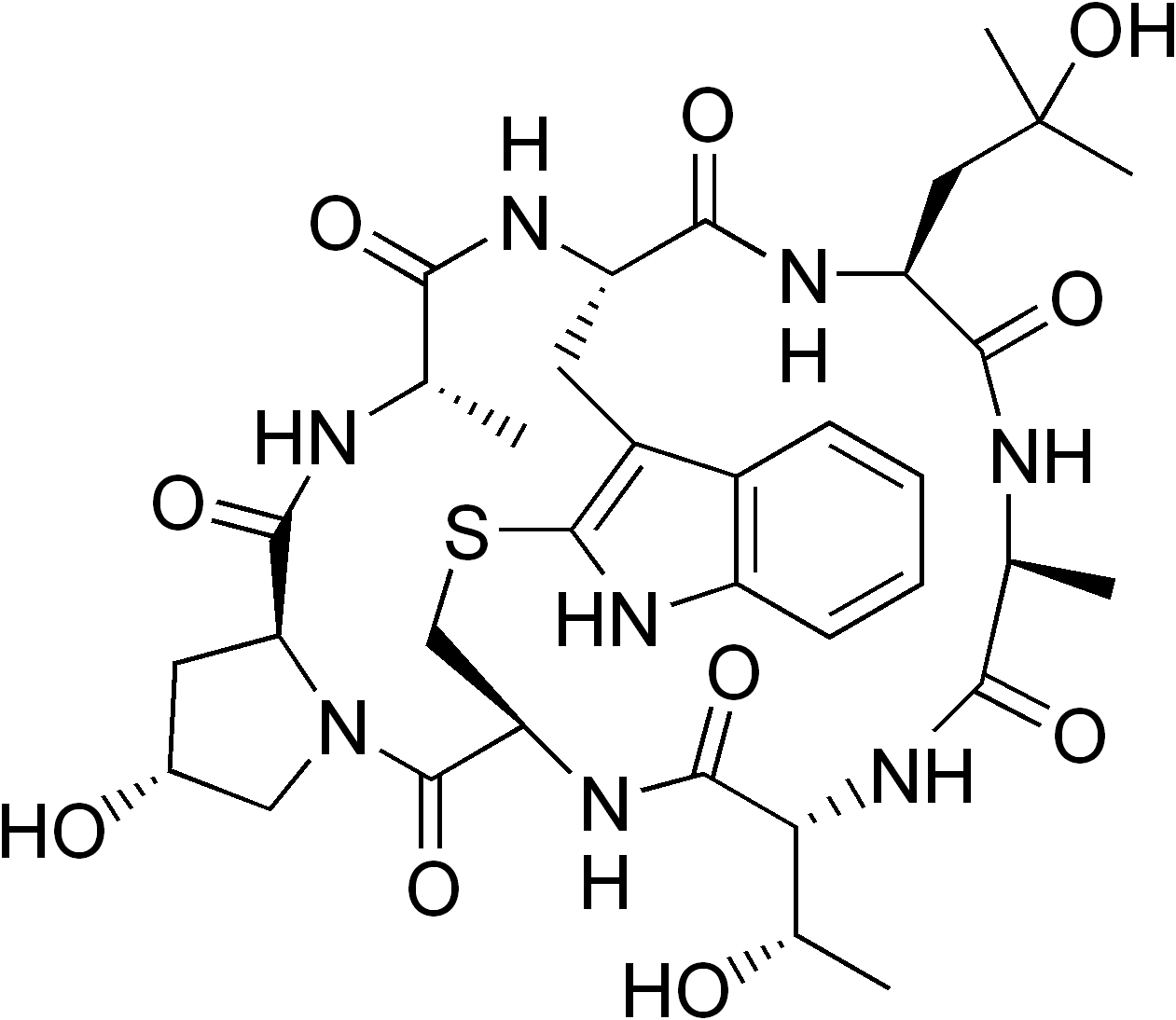
Phalloin
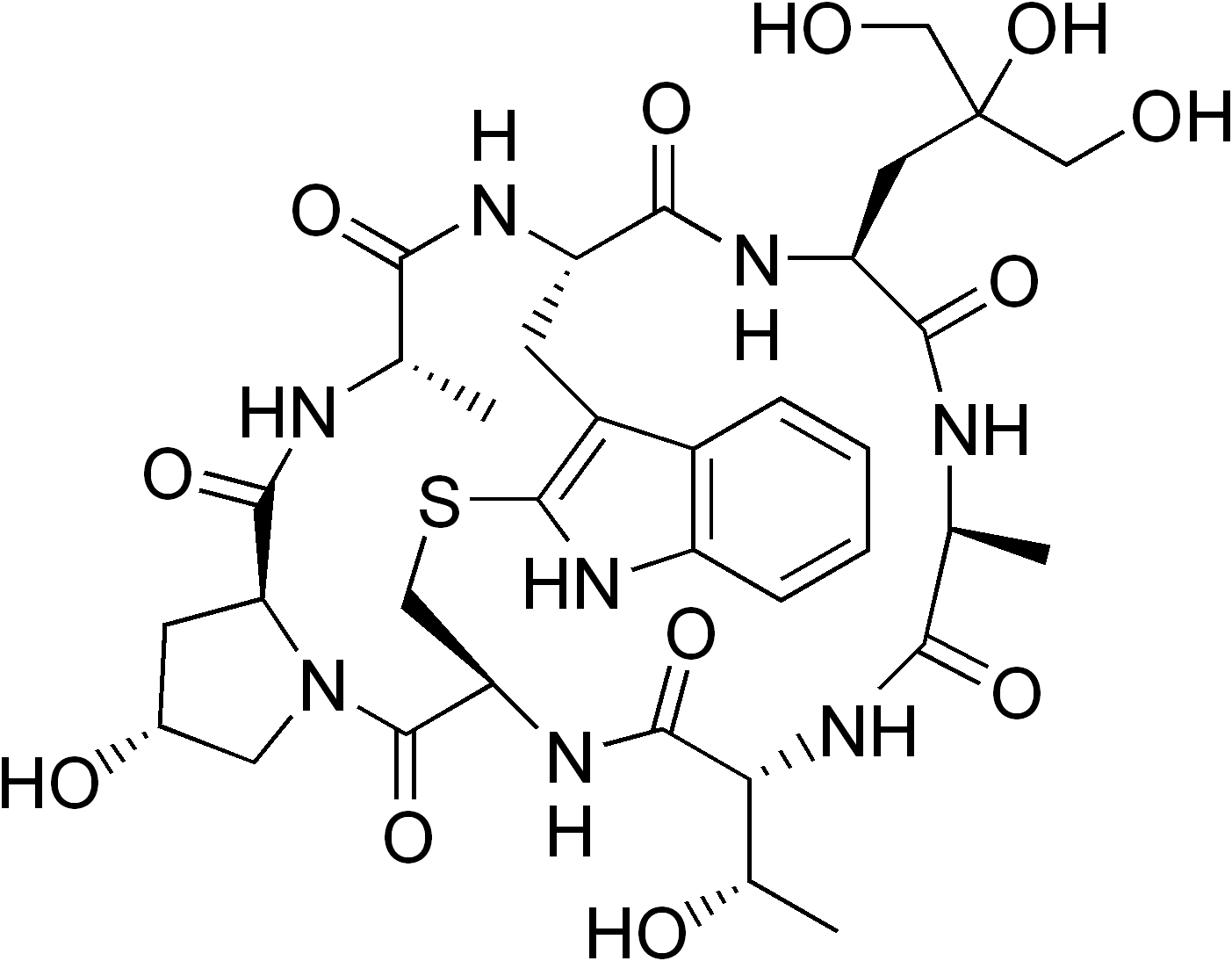
Phallisin
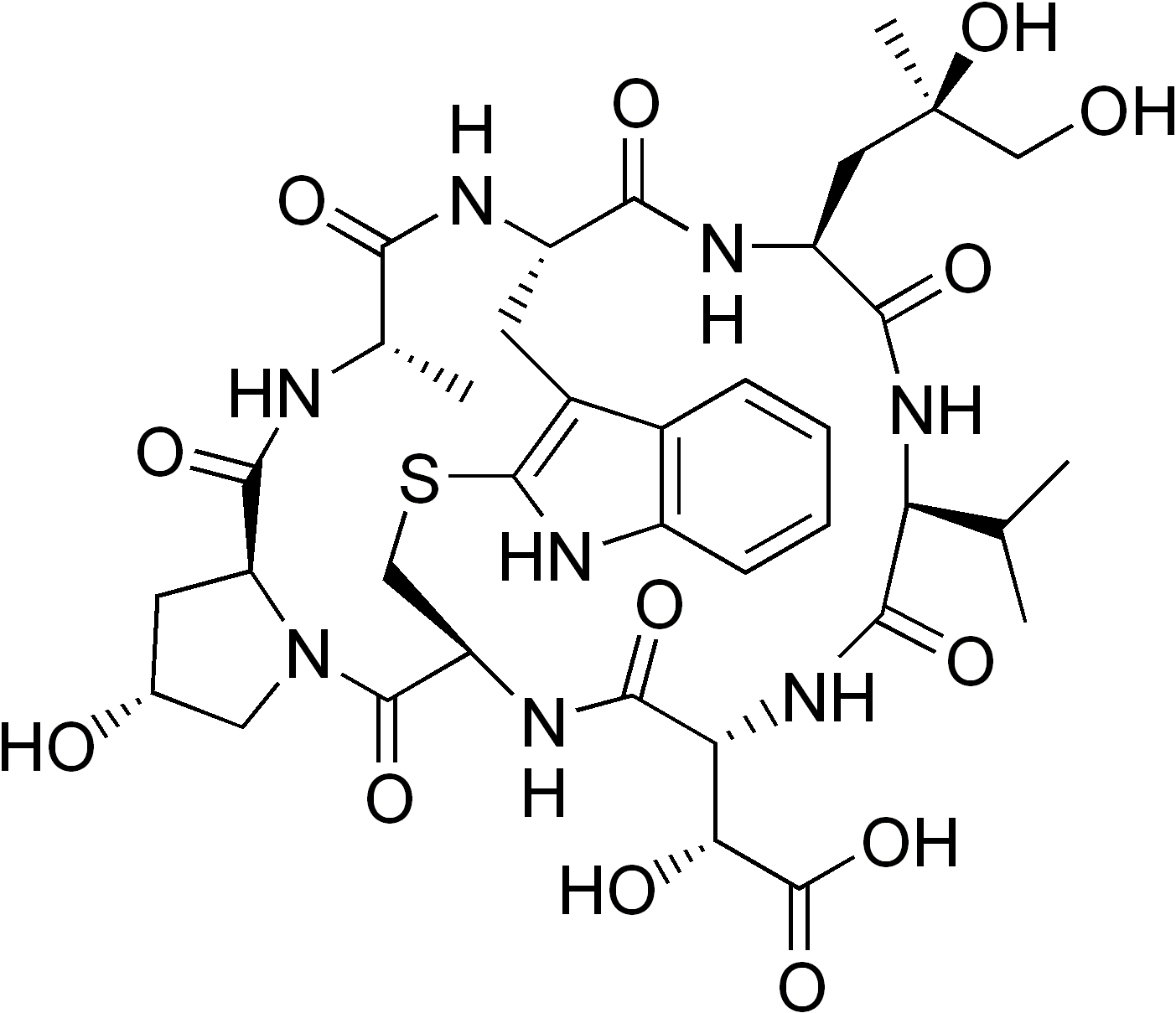
Phallacidin
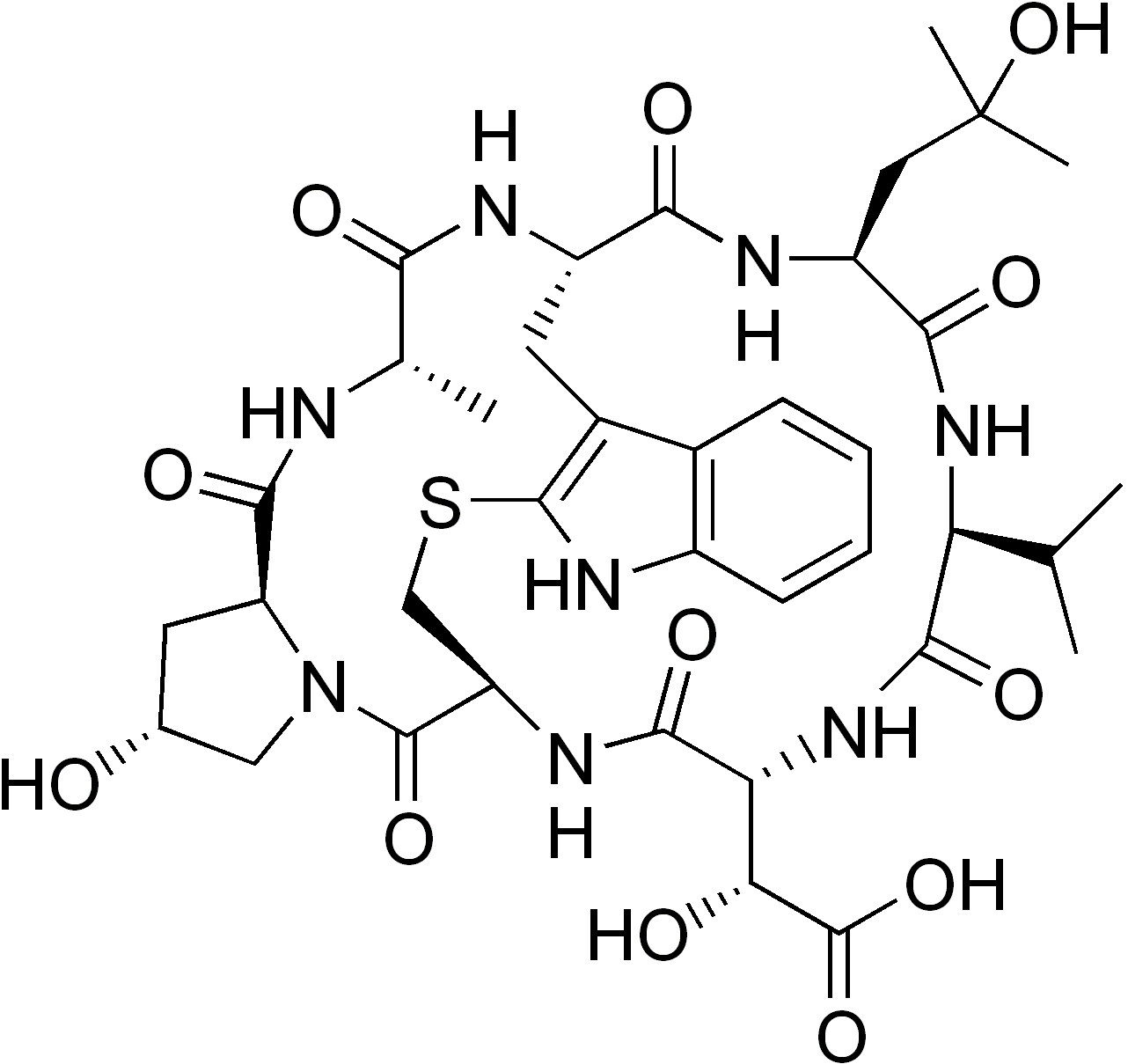
Phallacin
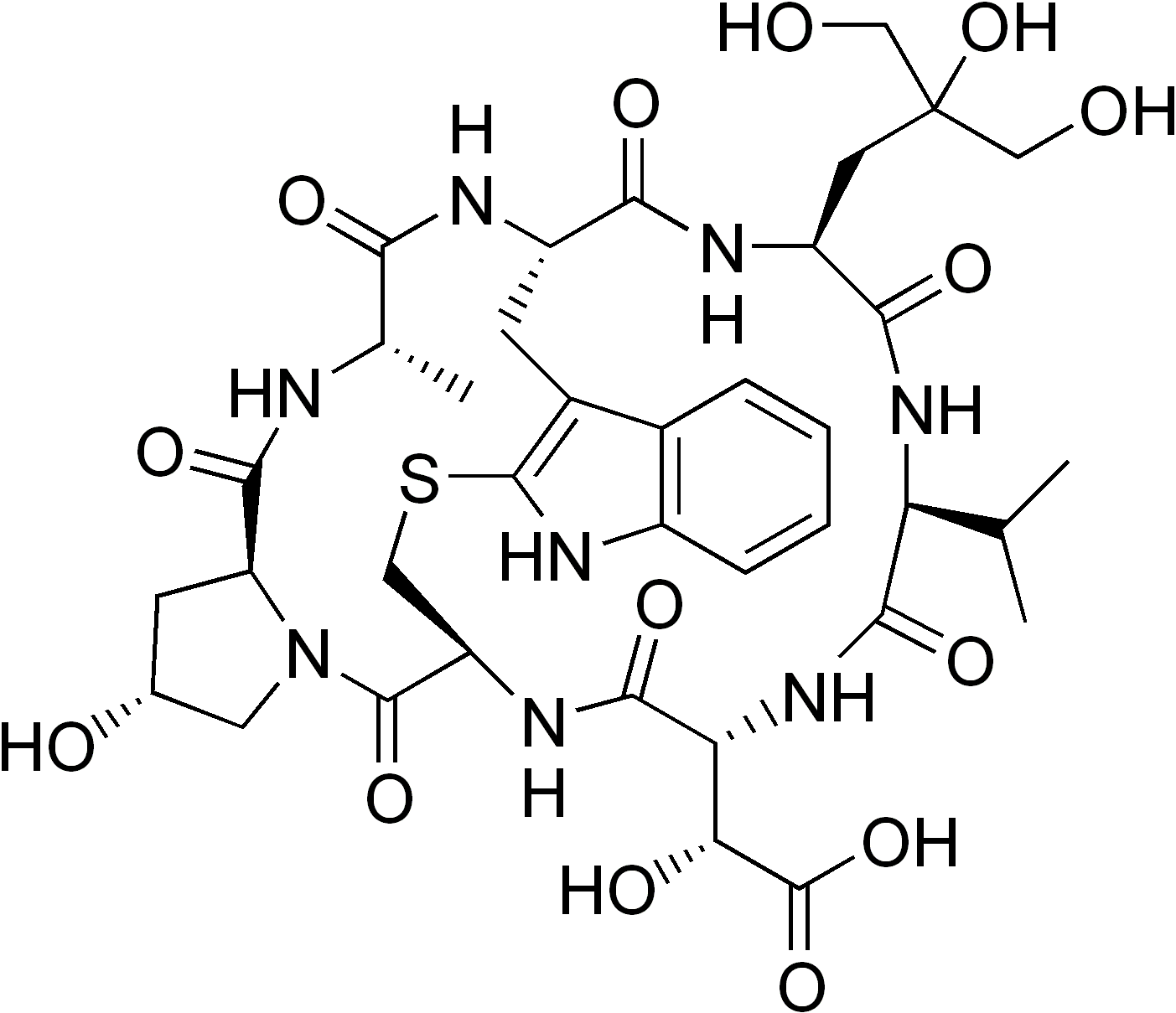
Phallisacin